# Hall bleu
Le Hall bleu (en suédois : Blå hallen) est la salle principale de l’hôtel de ville de Stockholm, mieux connue comme salle de banquet pour le banquet annuel du prix Nobel. Elle est également utilisée pour des visites officielles, des bals d’étudiants, des jubilés et autres grands événements.

## La description
Le hall se trouve à l'ouest du bâtiment. Il mesure 50 mètres de long, 30 mètres de large et 22 mètres de haut, ce qui fait une surface au sol de 1500 mètres carrés. Il comprend un escalier monumental menant à un balcon-terrasse et une loggia. Un buste de l'architecte, Ragnar Östberg, sur la terrasse de toit du hall.
Les murs sont en brique rouge sans revêtement. À l'origine, la salle devait être recouverte de plâtre et peinte en bleu, un agencement de couleurs qui aurait ressemblé à l'eau de la baie. Mais Östberg a changé d'avis lors de la construction de la salle après avoir vu la brique rouge,. Bien qu'Östberg ait abandonné son dessin bleu au profit de la brique rouge inachevée, le nom « Hall bleu » était déjà utilisé et est resté,, .
L'escalier et le sol sont en marbre vert de Suède.

### Orgue

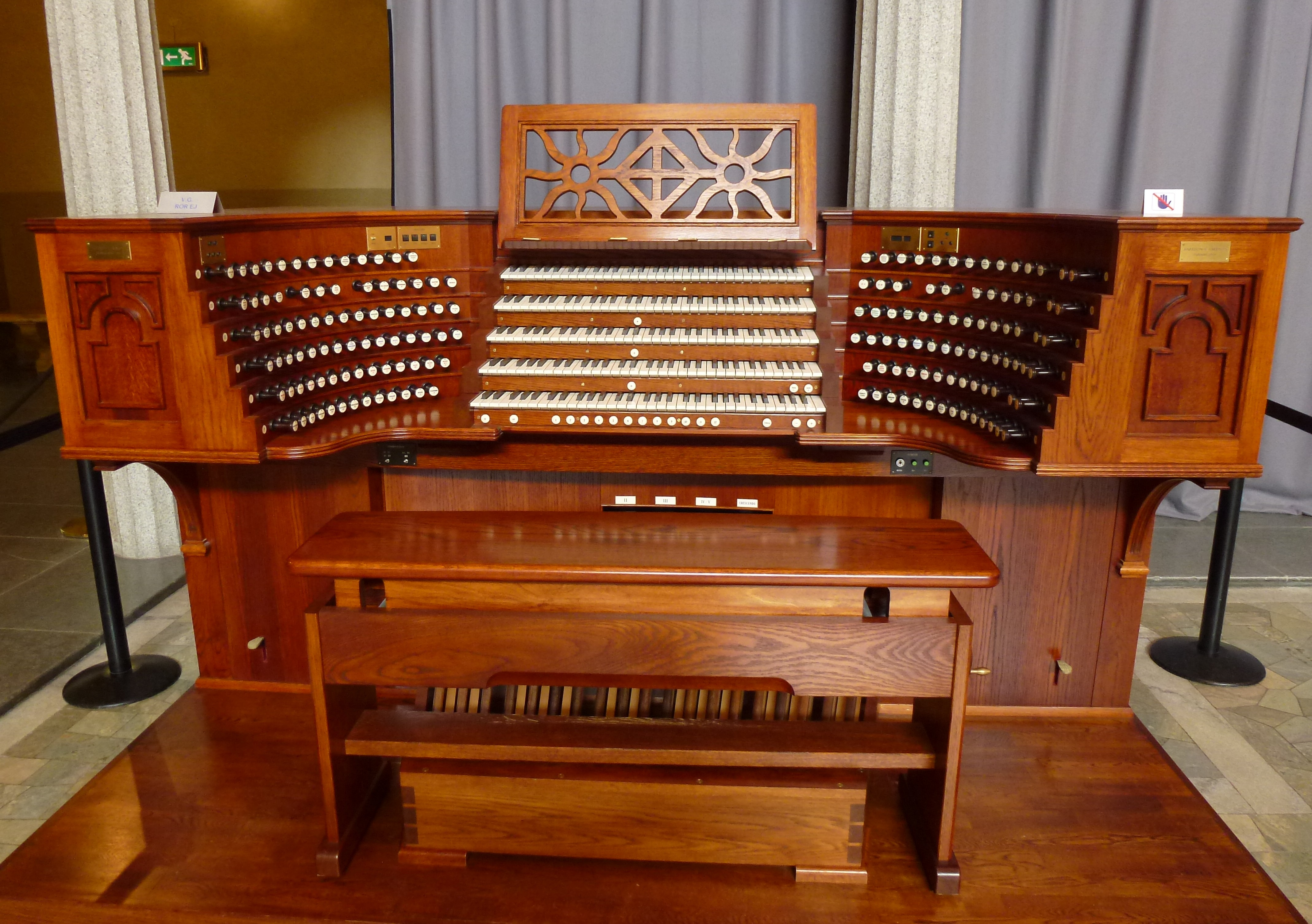
Console de l'orgue.

Le hall dispose d'un orgue connu sous le nom Stadshusorgeln (orgue de ville). L'orgue a été consacré en 1925. Il compte environ 10 000 tuyaux et est le plus grand instrument de musique de Scandinavie.

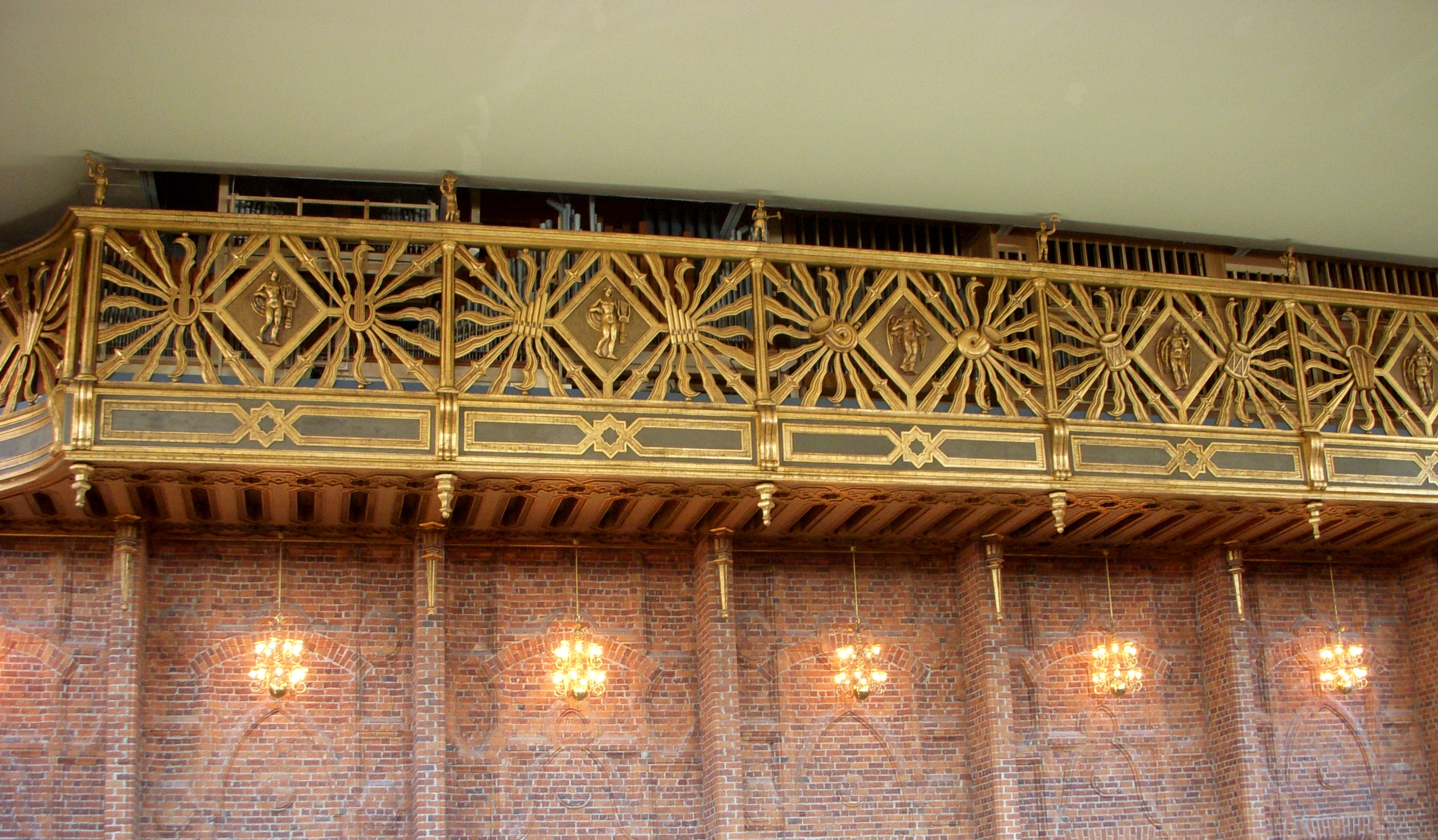
Galerie de l'orgue.

Vers la fin des années 1960, l'orgue a été reconstruit et l'instrument a été entretenu à plusieurs reprises par la suite, mais en 2007, il a été décidé que l'instrument nécessitait une refonte majeure. De 2007 à 2008, l'orgue a été entièrement rénové par la société Harrison et Harrison en Angleterre.

## Utilisation

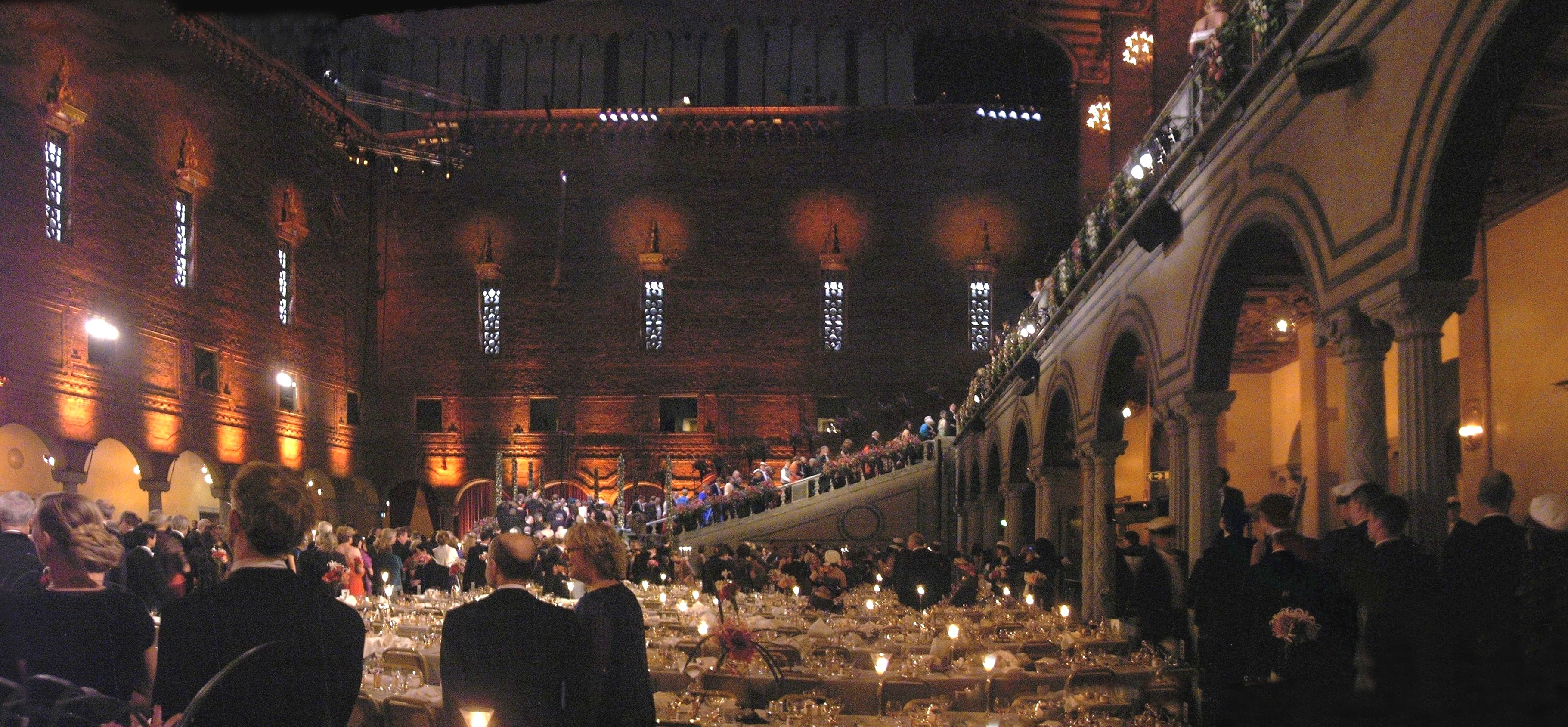
Le hall lors du banquet Nobel de 2005.

Le hall abrite le banquet annuel Nobel  organisé tous les 10 décembre. Ce banquet est « l'invitation à un événement social la plus recherchée en Suède ». La famille royale suédoise, des ministres, des plus de 1200 invités y assistent. Après le banquet, les invités se rendent au Golden Hall, dans le même bâtiment, pour danser. Les prix Nobel ne sont pas distribués dans le Hall bleu mais au Stockholm Concert Hall à Hötorget.
Chaque année le 18 mai, fête d'Éric le Saint, la S:t Eriksmedaljen (médaille d’Éric) est remise aux lauréats dans le Hall bleu. Le Hall bleu est également utilisé pour des visites d'État, des bals d'étudiants, des jubilés et d'autres grands événements.

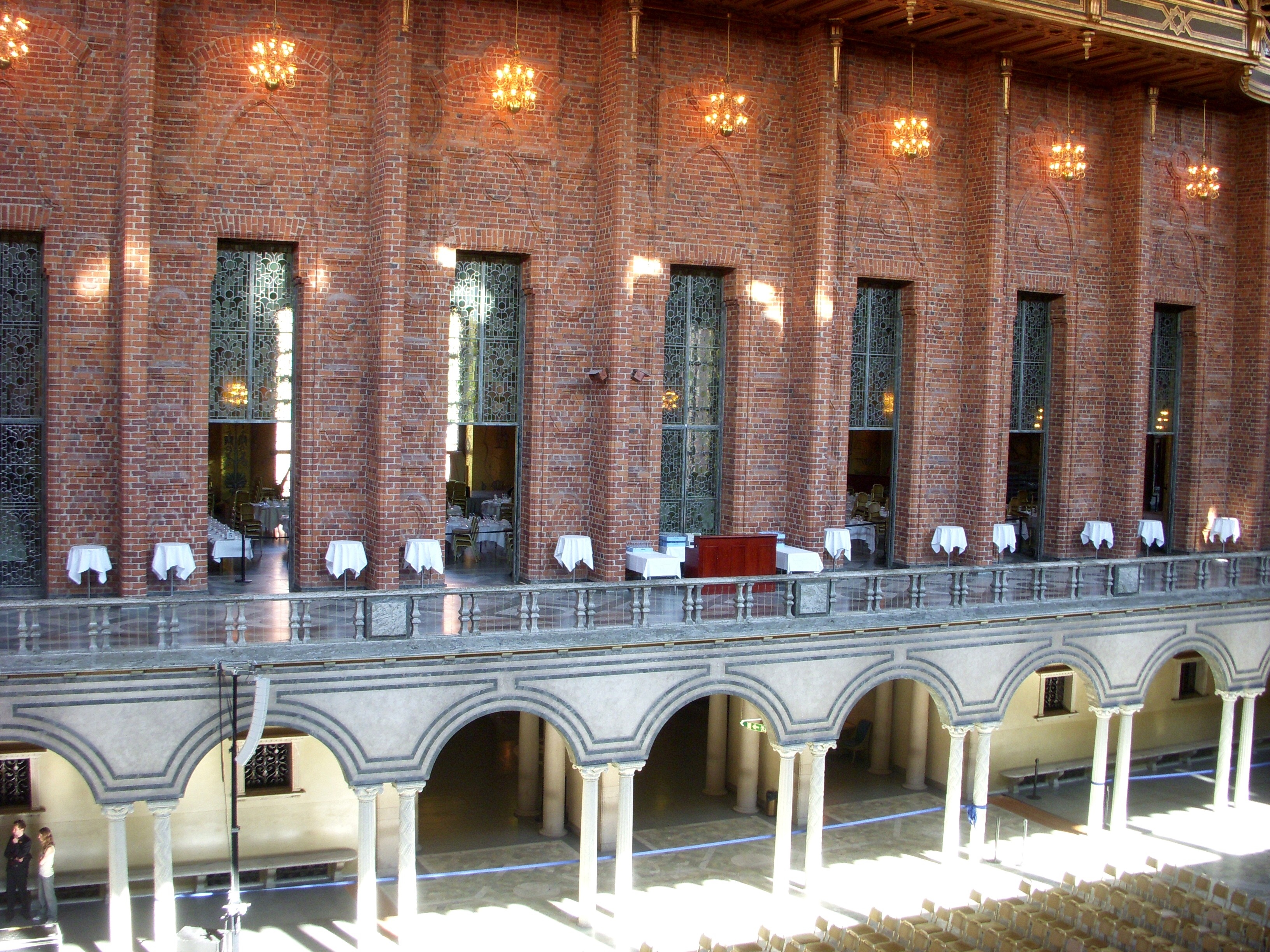
Balcon
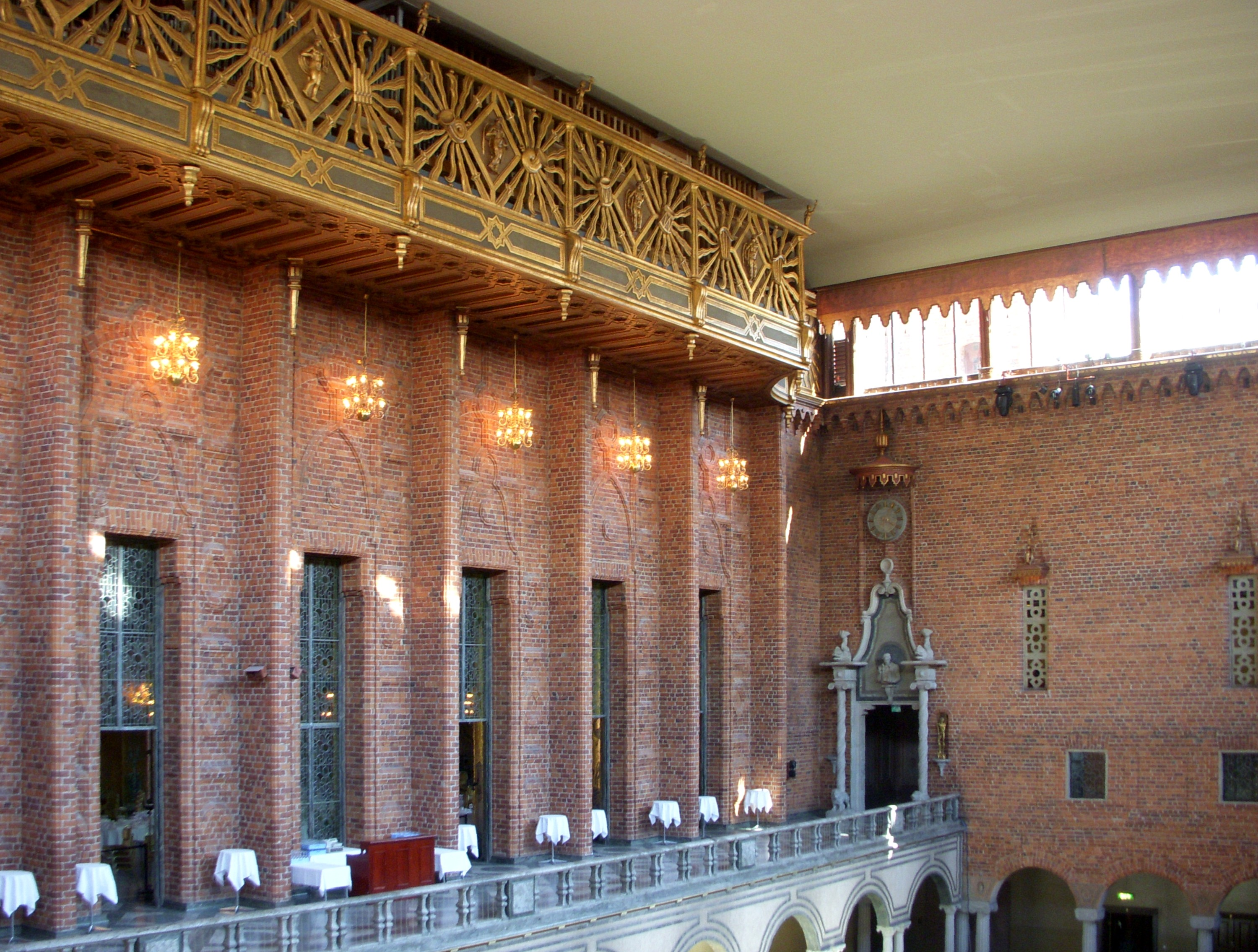
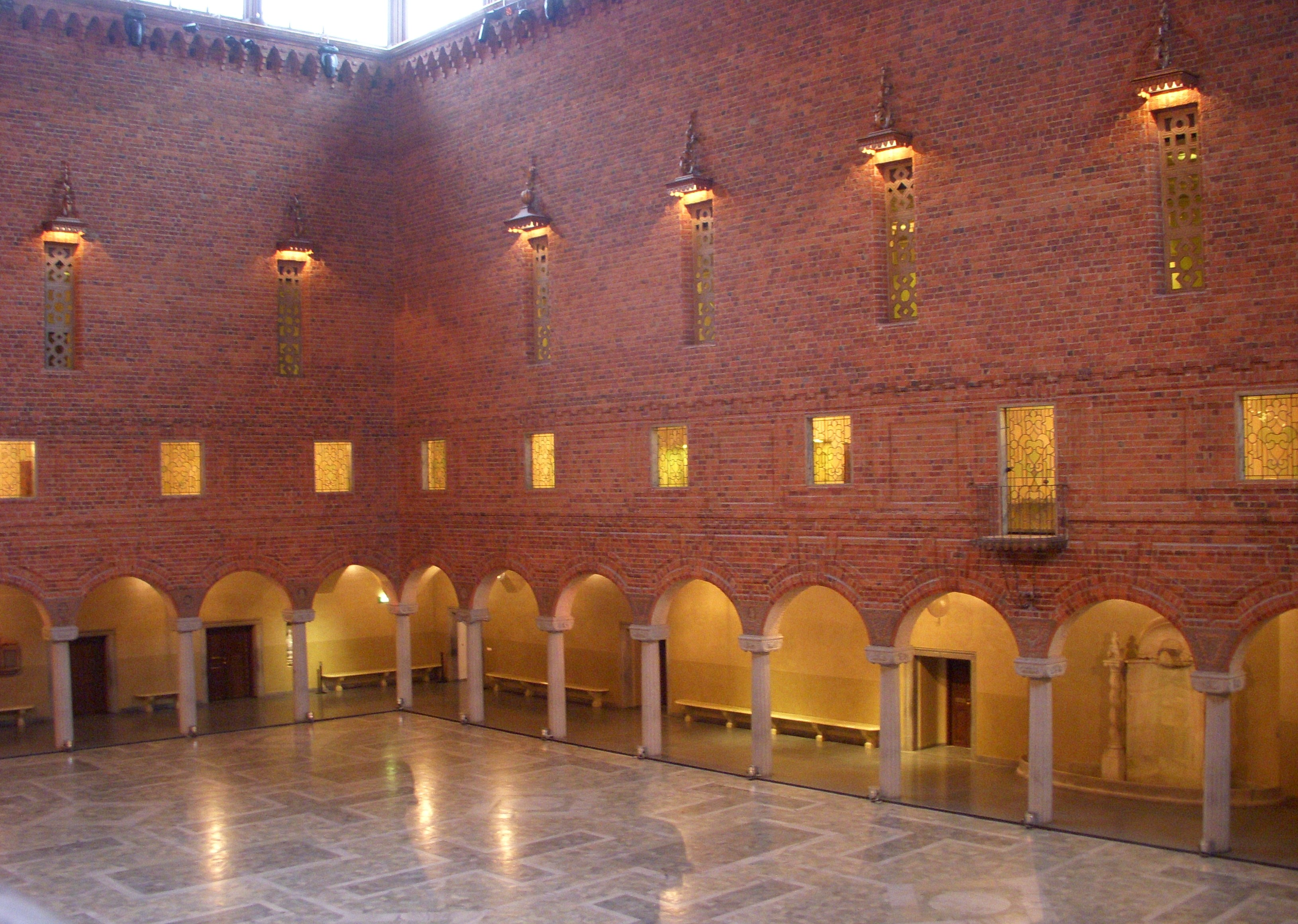
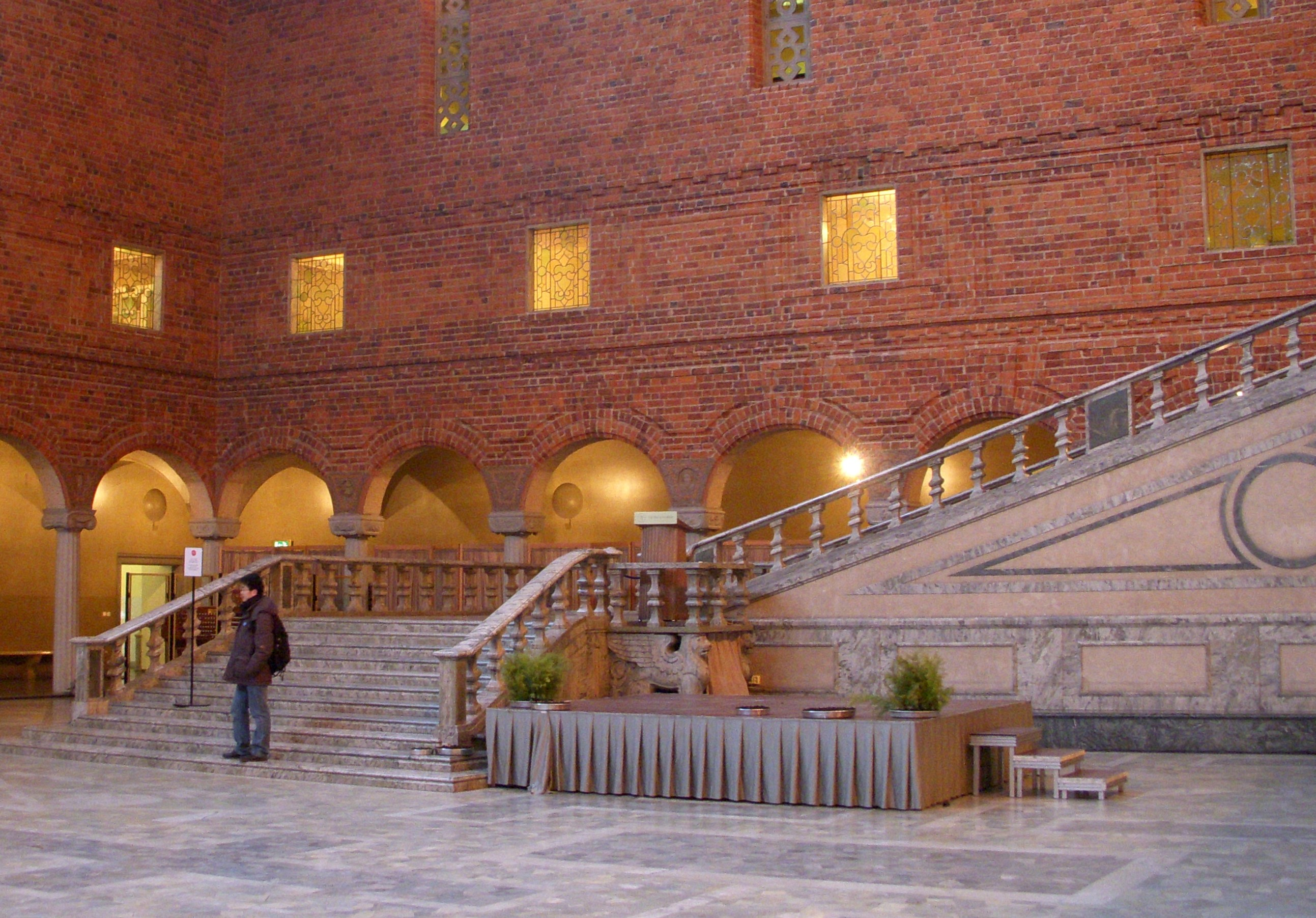
Escalier

## Sources
- (en) Swati Chattopadhyay et Jeremy White, City Halls and Civic Materialism : Towards a Global History of Urban Public Space, Routledge, 2014, 332 p. (ISBN 978-1-317-80228-0 et 1-317-80228-4, lire en ligne)
- (sv) Rikard Larsson, Murverkets hemligheter : En vägvisar till Stockholms Stadshus, Stockholm, Bokförlaget Langenskiöld, 2011, 141 p. (ISBN 978-91-87007-01-9 et 91-87007-01-0, lire en ligne)
- (en) George A. Olah, A Life of Magic Chemistry : Autobiographical Reflections of a Nobel Prize Winner, John Wiley & Sons, 2002, 296 p. (ISBN 0-471-22040-X, lire en ligne)
- Louis Borgex, « Le Nouvel Hôtel de ville de Stockholm », Art et Décoration,‎ mars 1924, p. 89-96 (lire en ligne, consulté le 22 juillet 2019).